# Francesco Piemontesi
Francesco Piemontesi, né le 7 juillet 1983 à Locarno, est un pianiste suisse.

## Biographie
Francesco Piemontesi est né en 1983 à Locarno en Suisse. Il commence l’étude du piano à l’âge de 4 ans. À côté de ses études avec Arie Vardi à la Hochschule für Musik, Theater und Medien Hannover, il travaille régulièrement avec Alfred Brendel, Cécile Ousset, Murray Perahia ou Alexis Weissenberg.
Il est lauréat de plusieurs concours internationaux, dont le Concours Reine Élisabeth à Bruxelles. Francesco Piemontesi figure régulièrement au programme de différents festivals, parmi lesquels les BBC Proms à Londres, les festivals de Lucerne, Édimbourg, Schleswig-Holstein, Aix-en-Provence, Mostly Mozart New York, La Roque-d'Anthéron, le Klavierfestival Ruhr, Piano en Valois et le Festival Pianos Lille.
Comme soliste, il est invité par le London Philharmonic Orchestra, le BBC Symphony Orchestra, l'Orchestre symphonique de la Radiodiffusion bavaroise, le Philharmonia Orchestra, le Royal Philharmonic, l'Orchestre Philharmonique de Radio France, l'Orchestre symphonique de la Radio de Berlin, le NHK et le Philharmonique de Tokyo, le Cleveland Orchestra, l’Orchestre philharmonique d'Israël, l'Orchestre de la Radio de Francfort, l’Orchestre philharmonique de Monte-Carlo, l’Orchestre de la Suisse romande, l’Orchestre de Chambre d’Écosse et l’Orchestre de chambre de Lausanne sous la direction de chefs tels que Zubin Mehta, Charles Dutoit, Marek Janowski, Sir Roger Norrington, Ton Koopman, Vladimir Ashkenazy, Stanislaw Skrowaczewski, Mikhail Pletnev et Jean-Claude Casadesus.
Francesco Piemontesi pratique la musique de chambre avec des partenaires comme Yuri Bashmet, Renaud et Gautier Capuçon, Emmanuel Pahud, Antoine Tamestit, Jörg Widmann et le Emerson String Quartet. Il a enregistré pour EMI Classics, avant de signer en 2012 un contrat d’exclusivité avec le Label Naive Classique. Son deuxième disque pour ce label - dédié à Mozart - sort au printemps 2014. Parmi ses enregistrements précédents, citons un CD solo d’œuvres de Handel, Brahms, Liszt et Bach pour Avanti Classic qui gagne le BBC Award en 2013.
Francesco Piemontesi est directeur artistique des Settimane Musicali à Ascona.

## Discographie
- Debussy : Préludes, Naïve Records, 2015
- Mozart : Piano works, Naïve Records, 2014
- Schumann | Dvorak : Piano concertos (BBC Symphony Orchestra, Jiří Bělohlávek), Naïve Records 2013[6]
- Frank Martin : Intégrale des Œuvres pour Flûte (Emmanuel Pahud, Orchestre de la Suisse romande, Thierry Fischer), Musiques Suisses 2012[9]
- Recital Händel, Brahms, Bach, Liszt, Avanti classics 2010[10]
- Schumann : Piano works, Claves Records 2009[11]
- Mozart : Concertos pour piano n° 25 et 26, Linn records 2017 [12].
- Liszt : Années de pèlerinage, Première année : Suisse ; et Saint François de Paule marchant sur les flots, combiné avec un documentaire du cinéaste français Bruno Monsaingeon (double CD et DVD pour le label Orfeo) 2018 [12]. deuxième année de pèlerinage et Saint François d'Assise, la prédiction aux oiseaux (orféo)
- Schubert : les trois dernières sonates (deux CD Pentatone)